# Viladasens
Viladasens település Spanyolországban, Girona tartományban. Viladasens Bàscara, Saus, Vilopriu, Sant Jordi Desvalls, Cervià de Ter és Vilademuls községekkel határos. Lakosainak száma 212 fő (2024).

## Népesség
A település népessége az elmúlt években az alábbi módon változott:
| Lakosok száma | 250  | 435  | 435  | 357  | 188  | 172  | 217  | 216  | 200  | 212  |
|               | 1717 | 1887 | 1936 | 1960 | 1986 | 2004 | 2009 | 2014 | 2019 | 2024 |